# ژروتکی (ناحیه زنویمو)
ژروتکی (به چکی: Žerůtky) یک منطقهٔ مسکونی در جمهوری چک است که در ناحیه زنویمو واقع شده‌است. ژروتکی ۲٫۱۸ کیلومتر مربع مساحت و ۲۵۸ نفر جمعیت دارد و ۳۸۰ متر بالاتر از سطح دریا واقع شده‌است.